# Ann Alexander
Ann Alexander foi um navio de New Bedford, Massachussets que foi abalroado por um cachalote ferido em 20 de agosto de 1851, próximo das Ilhas Galápagos. Suas primeiras viagens documentadas foram com produtos de exportação americanos de Nova Iorque a Levorno e para Liverpool, após seu registro

## História
Depois do cachalote ter destruído dois dos botes do navio, este sofreu um rombo no casco abaixo da linha de água e foi abandonado. A tripulação foi resgatada no dia 22 de agosto pelo navio Nantucket.
O naufrágio do Ann Alexander contribuiu para o sucesso da obra Moby Dick de Herman Melville.